# Антибиблиотека

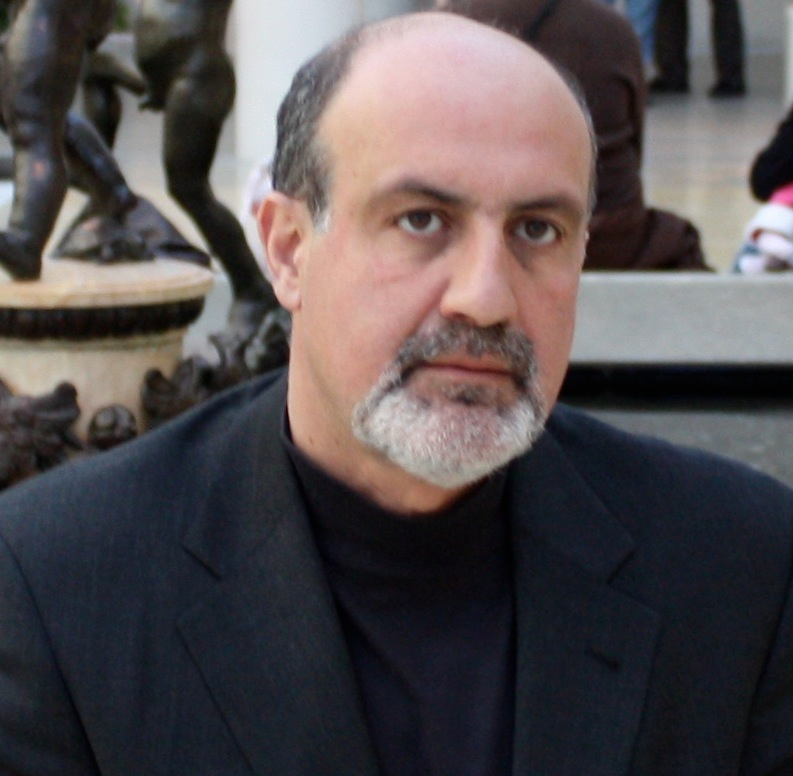
Нассим Николас Талеб ввёл термин антибиблиотека

Антибиблиотека — коллекция книг, которые принадлежат человеку, но ещё не были прочитаны. Термин был введен Нассимом Николасом Талебом. Концепцию антибиблиотеки часто сравнивают с японским понятием «цундоку».

## Этимология
Термин «антибиблиотека» был придуман Нассимом Николасом Талебом в его книге «Черный лебедь: под знаком непредсказуемости». Он использовал этот термин для описания книг, которыми владеют, но не читают. Талеб утверждал, что такие коллекции делают людей более скромными и любознательными. Основой для этой концепции стали книги, хранимые Умберто Эко, — Эко использовал термин «антибиблиотека», описывая библиотеку, упомянутую Джонатаном Свифтом в «Путешествиях Гулливера». Эко выделял два типа посетителей: тех, кто хвалит размер его библиотеки, и тех, кто понимает, что библиотека — это инструмент для исследований. Книги, которые были прочитаны, Талеб считал намного менее ценными, чем непрочитанные, утверждая: «чем больше вы знаете, тем больше становится полок с непрочитанными книгами. Назовем эту коллекцию непрочитанных книг антибиблиотекой». Талеб также называл людей, интересующихся антибиблиотеками, «антиучёными».

## Мнения о концепции
В осеннем номере журнала «HAU: Journal of Ethnographic Theory» (англ.) за 2015 год было указано, что «учёный, осознающий силу своей антибиблиотеки, не стремится рассматривать знания как собственность, которой нужно владеть или потреблять; скорее, он признаёт, сколько он ещё не знает и как найти нужную информацию в нужное время». Редактор журнала Джованни да Кол добавил, что снижение стоимости открытых публикаций «создаёт больше возможностей для создания открытой антибиблиотеки».
В 2018 году в «The New York Times» Кевин Мимс сравнил концепцию антибиблиотеки Талеба с японским термином «цундоку», который также обозначает книги, купленные, но ещё не прочитанные. Мимс отметил, что «люди вроде Талеба […] и те, кто придумал слово цундоку, похоже, признают только две категории книг: прочитанные и непрочитанные», указывая на то, что многие справочные издания не предназначены для прочтения от корки до корки. Он также отметил, что владеет множеством биографий, которые не читал полностью. В статье на портале «Big Think» (англ.) Кевин Дикинсон указал, что ценность антибиблиотеки заключается в том, что она «ставит под сомнение нашу самооценку, постоянно напоминая о том, сколько мы не знаем», что способствует интеллектуальной скромности (англ.).